# Aron Pálmarsson
Aron Pálmarsson (Hafnarfjörður, Island, 19. srpnja 1990.) je islandski rukometaš i nacionalni reprezentativac. Trenutno nastupa za Fimleikafélag Hafnarfjarðar.

## Karijera

### Klupska karijera
Pálmarsson je klupsku karijeru započeo u 1998. godine u FH Hafnarfjörðuru gdje je izrastao u jednog od najboljih mladih rukometaša na svijetu. Tako je u lipnju 2008. sklopio prelimenarni ugovor s bundesligašem TBV Lemgom na razdoblje od dvije godine čime bi se igrača vezalo uz klub. Međutim, 20. prosinca iste godine dolazi do preokreta kada rukometaša preuzima THW Kiel. S njime je tada sklopljen četverogodišnji ugovor koji je u prosincu 2010. produžen do 2015.
S Kielom je Pálmarsson dosad osvojio tri njemačka prvenstva (2010., 2012. i 2013.) i kupa (2011., 2012. i 2013.) te dva puta rukometnu Ligu prvaka (2010. i 2012.). Također, 2010. godine je proglašen najboljim mladim igračem Bundeslige čime je postao prvi stranac koji je osvojio ovu nagradu.

### Reprezentativna karijera
Nakon što je s mladom reprezentacijom 2009. godine igrao u finalu svjetskog juniorskog prvenstva, Pálmarsson je sa seniorima 2010. osvojio broncu na Europskom prvenstvu u Austriji.
Pálmarsson je s Islandom nastupio i na Olimpijadi u Londonu 2012. gdje je uvršten u najbolju momčad rukometnog turnira.